# 하플로그룹 O1b2 (Y-DNA)

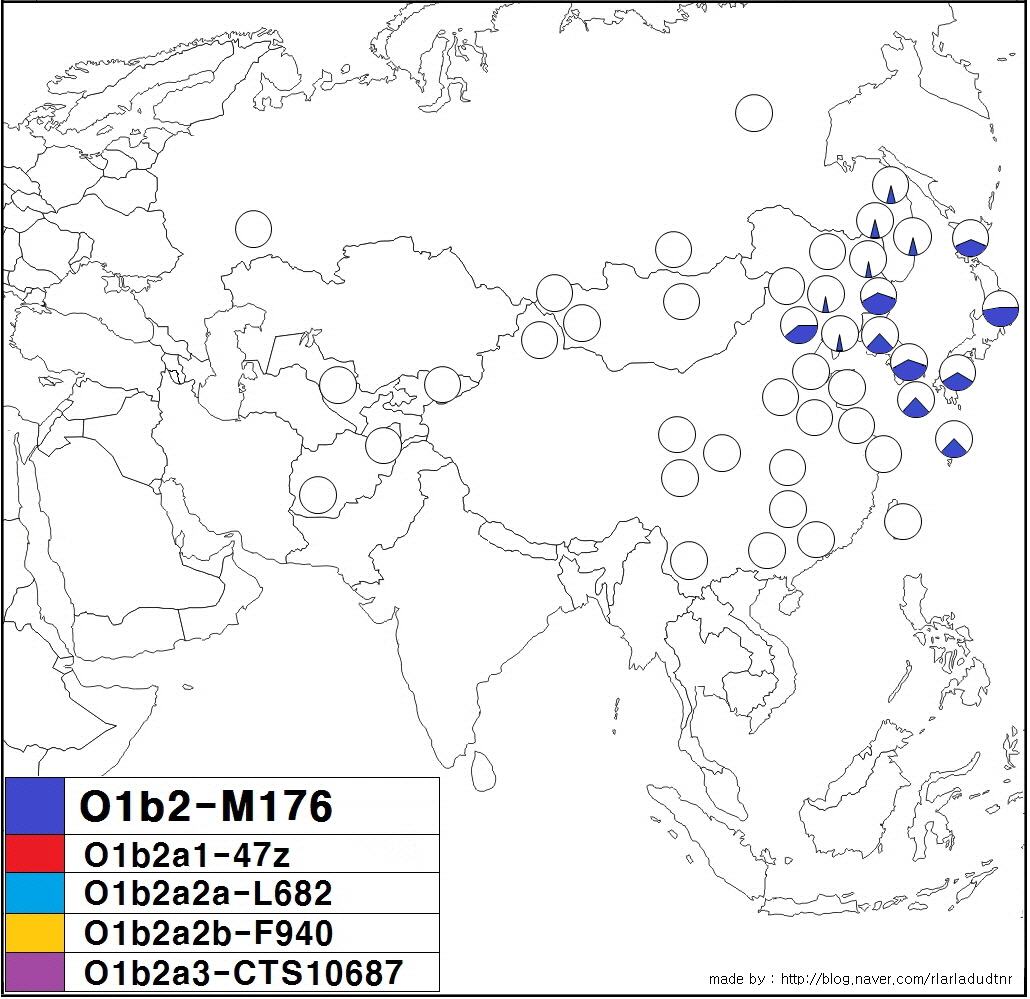
O1b2-M176

하플로그룹 O-M176 또는 하플로그룹 O1b2는 인류 Y-염색체 DNA 하플로그룹 중 하나이다. 과거에는 하플로그룹 O2b로도 불렸다. 가장 가까운 하플로그룹 O-K18(O1b1)과 함께 약 26,100년 ~ 30,600년 전의 최근공통조상을 가지는 것으로 추정된다. 한국인과 일본인에게 많이 보이는 하플로그룹으로 한반도 지역에서 유래되었을 것으로 추측된다.

## 분포

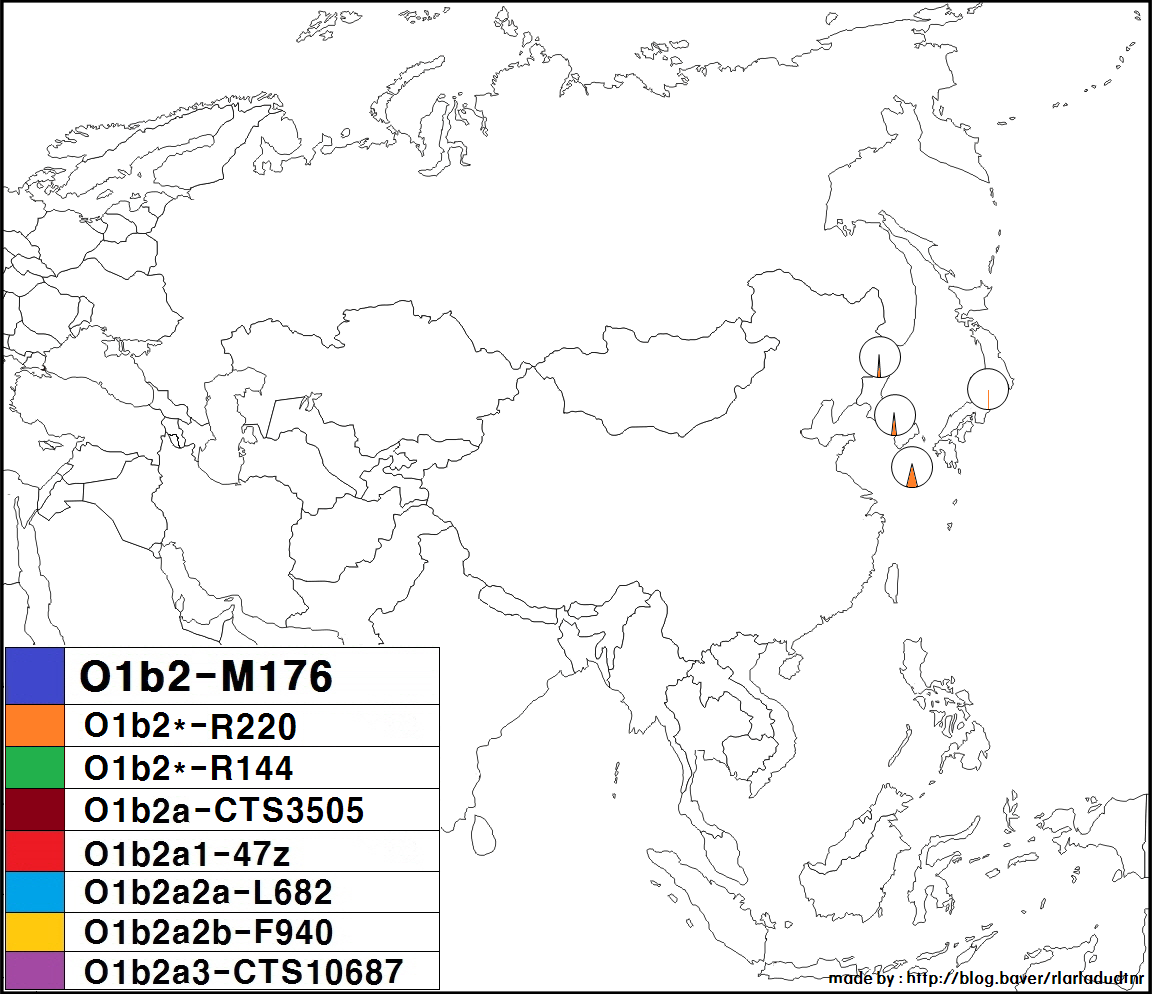
O1b2*-R220

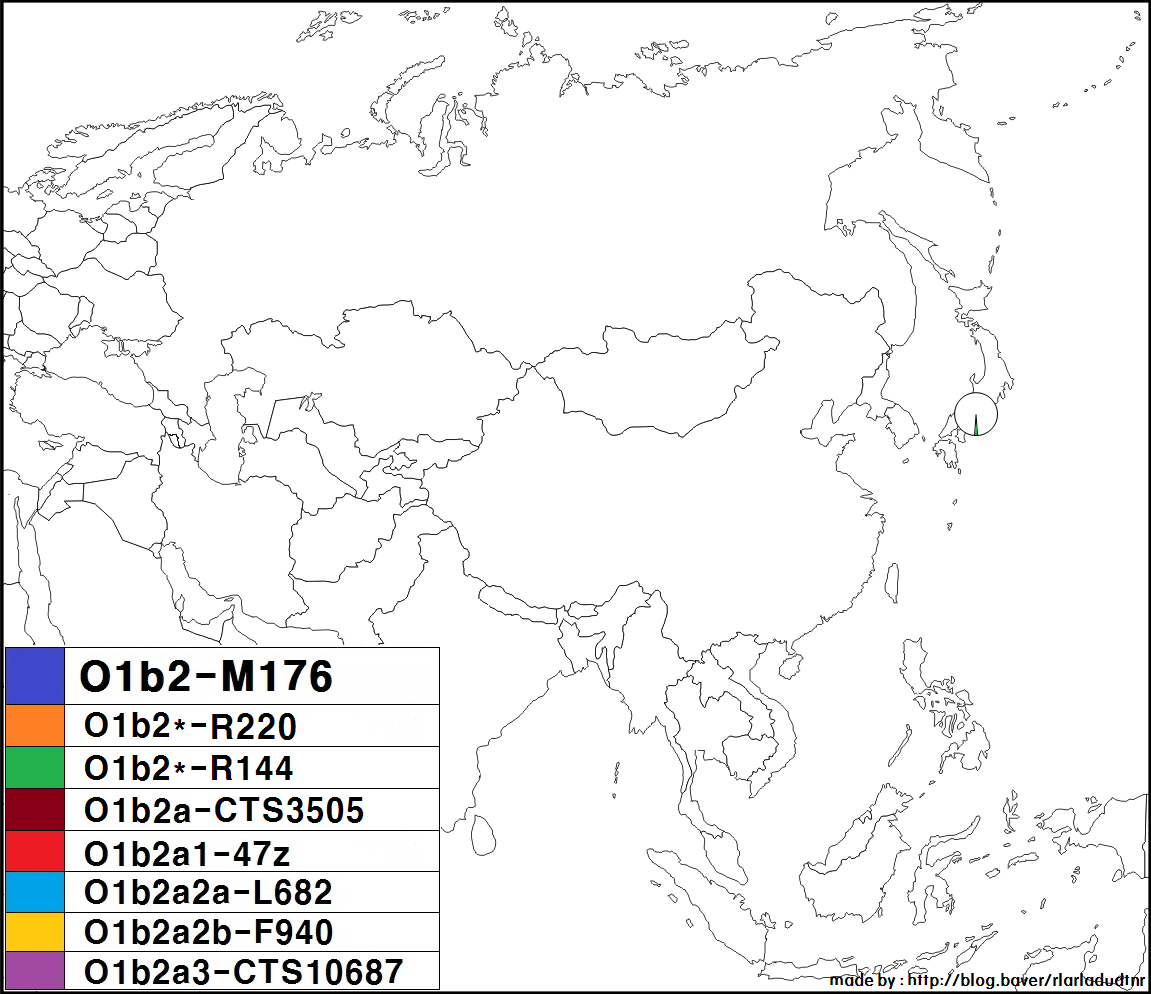
O1b2*-R144

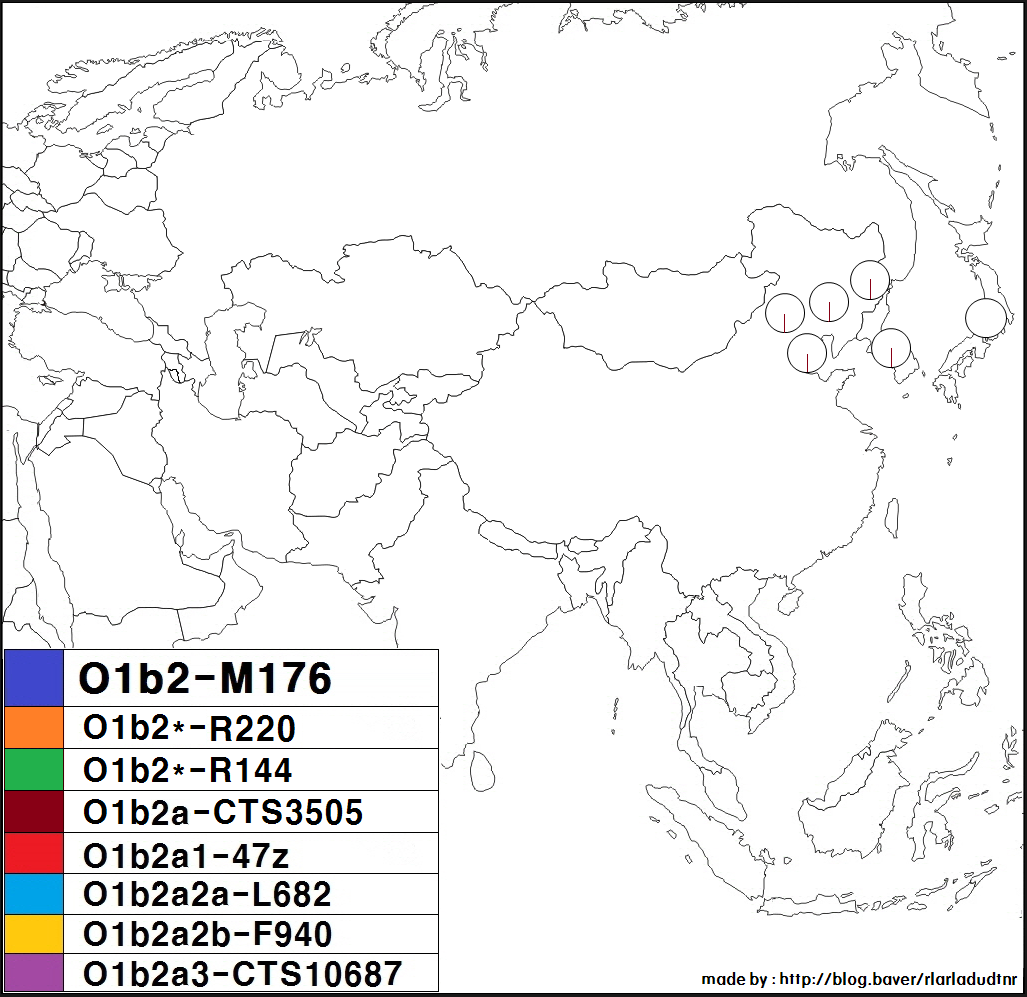
O1b2a-CTS3505

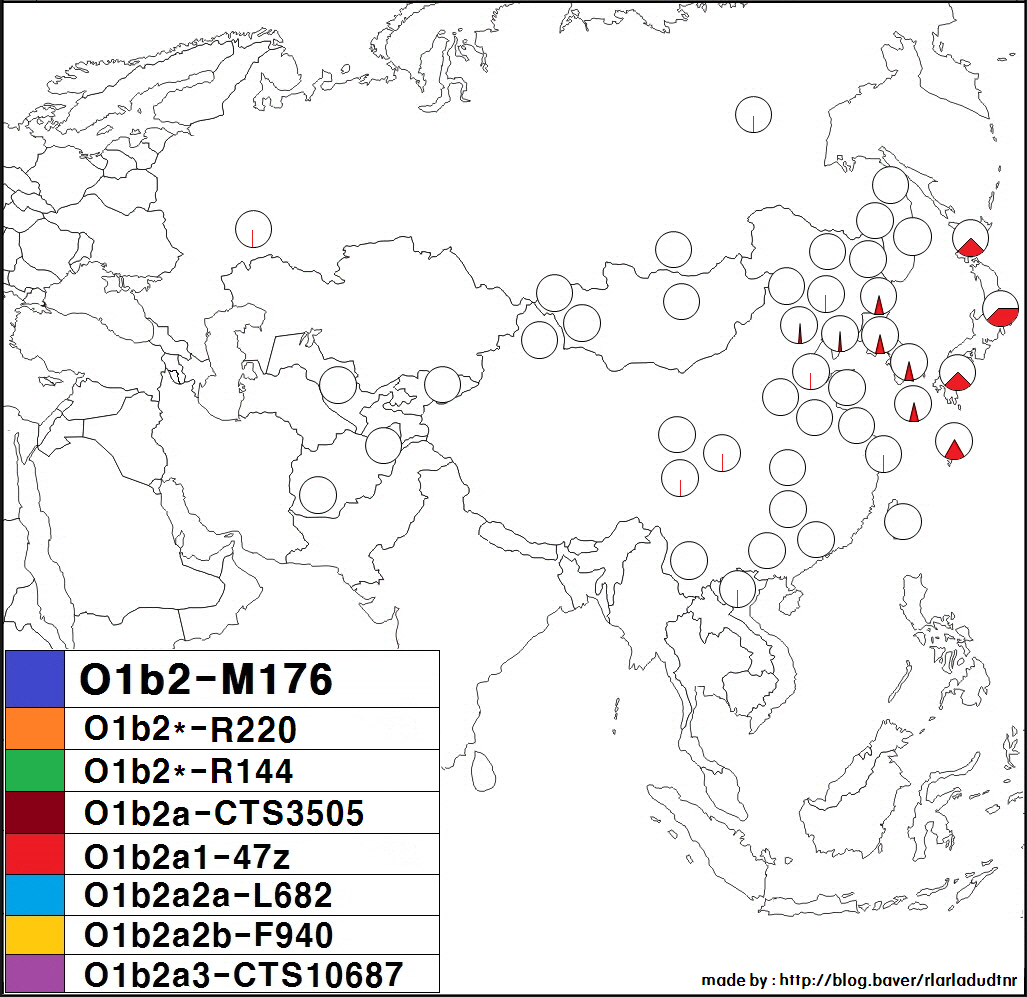
O1b2a1-47z

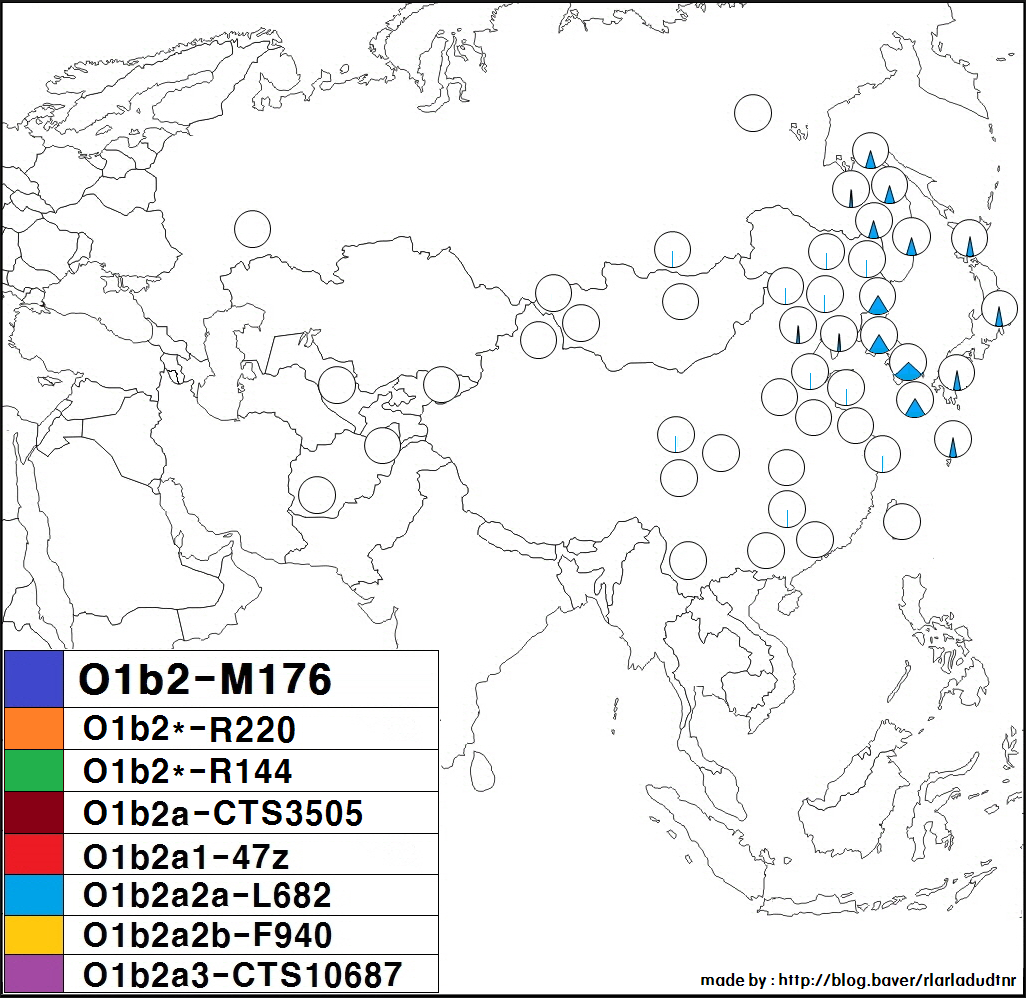
O1b2a2a-L682

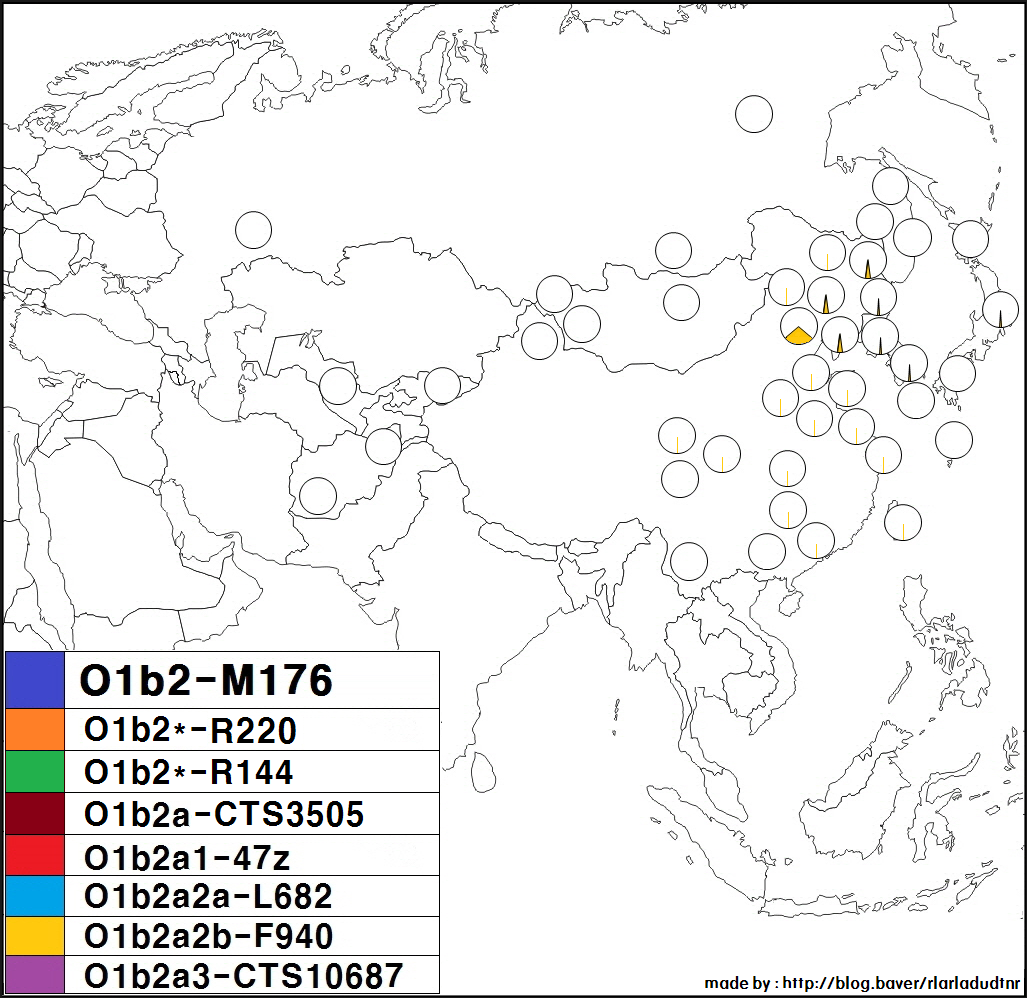
O1b2a2b-F940

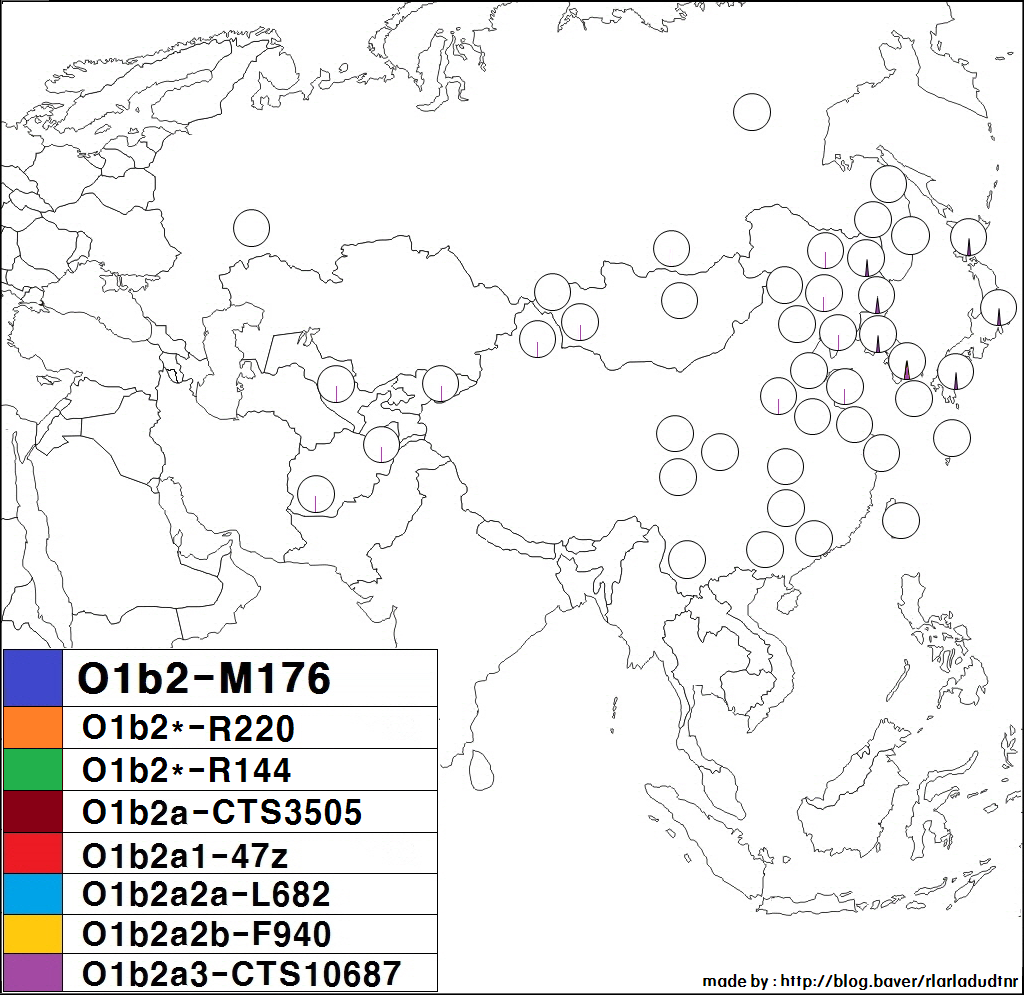
O1b2a3-CTS10687

하플로그룹 O1b2는 동북아시아에서 주로 나타나는 Y-DNA 유전 형질로 서쪽으로는 몽골 서부의 알타이산맥과 자흐친으로부터 동쪽으로는 일본 및 오키나와에 이르는 지역에서 주로 발견된다.
- 일본인: 약 36% (256/800)[2]
- 한국인: 약 32% (190/677)[3][4]
- 오키나와인: 24% (59/132)[5]
- 만주인: 34% (96/505)[6][7]

## 계통
다음은 하플로그룹 O1b2의 하위 트리에 대한 2017년 9월 10일 ISOGG(ver.12.244) 조사이다.
- O1b2 (IMS-JST022454, L272.2, M176/Page63/SRY465, M302, P49, F1942/Page92)
  - O1b2a (F1942/Page92)
    - O1b2a1 (CTS9259)
      - O1b2a1a (F3356)
        - O1b2a1a1 (CTS713, CTS11986): 유래는 일본 열도(Hammer 2006) 혹은 한반도에 보여진다.
          - O1b2a1a1a (CTS1875) 일본 열도 고빈도로 보인다.
            - O1b2a1a1a1 (CTS10682) 일본 열도

          - O1b2a1a1b (Z24598) 일본 열도
          - O1b2a1a1c (CTS203) 일본 열도

        - O1b2a1a2 (F2868, F3110, K4) 일본 열도
          - O1b2a1a2a (L682):는 한반도 혹은 만주 지역 유래로 여겨지며. 한국인 20%, 오키나와인 12%, 우데게족 10%, 나나이족 8%,-12 일본인 6%, 만주인 3%에게서 나타난다.
            - O1b2a1a2a1 (CTS723) 한반도
              - O1b2a1a2a1a (CTS7620) 일본 열도, 나나이족
              - O1b2a1a2a1b (A12446)
                - O1b2a1a2a1b1 (PH40)

          - O1b2a1a2b (F940, F1912, F3390):는 한반도와 만주 지역 유래로 여겨지며. 만주인 0-26%로 가장 고빈도 나타난다.

        - O1b2a1a3 (CTS10687, F1800)는 가장 고빈도 지역으로는 강원도 4% 발견된다. 그외 주로 북방 소수민족에서 소수로 발견된다. 시버족, 부랴트인, 우랑카이인(북서몽골 지역), 자흐친족(남서몽골 지역), 키르키즈스탄, 우즈베키스탄, 아프가니스탄(바다흐샨 지역).
          - O1b2a1a3a (CTS1215)

      - O1b2a1b (CTS562, CTS562*) 중국(베이징)

    - O1b2a2 (Page90)

## 같이 보기
- 하플로그룹 O (Y-DNA)
- 하플로그룹 O1b1 (Y-DNA)